# 格罗塔马雷
格罗塔马雷（義大利語：Grottammare），是意大利阿斯科利皮切诺省的一个市镇。总面积17.66平方公里，人口15546人，人口密度880.3人/平方公里（2009年）。ISTAT代码为044023。